# Dierogekko baaba
Espèce
Dierogekko baaba est une espèce de gecko de la famille des Diplodactylidae.

## Répartition
Cette espèce est endémique de Nouvelle-Calédonie. Elle se rencontre sur l'île Baaba.

## Description
La femelle holotype mesure 37,2 mm de longueur standard.

## Étymologie
Son nom d'espèce lui a été donné en référence au lieu de sa découverte, l'île Baaba.

## Publication originale
- Skipwith, Jackman, Whitaker, Bauer & Sadlier, 2014 : New data on Dierogekko (Squamata: Gekkota: Diplodactylidae), with the description of a new species from île Baaba, Province Nord, New Caledonia. Zoologia Neocaledonica 8. Biodiversity studies in New Caledonia, Memoires du Museum National d'Histoire Naturelle, no 206, p. 13-30.